# Carbono-12
Carbono-12 (12C) é o mais abundante dos dois isótopos estáveis de carbono (sendo o carbono-13 o outro), totalizando 98,93% do elemento na Terra; sua abundância se deve ao processo triplo-alfa pelo qual é criado nas estrelas. O carbono-12 é de particular importância em seu uso como padrão a partir do qual as massas atômicas de todos os nuclídeos são medidas, portanto, sua massa atômica é exatamente doze daltons por definição. O carbono-12 é composto por seis prótons, seis nêutrons e seis elétrons.

## História
Antes de 1959, tanto a IUPAP quanto a IUPAC usavam oxigênio para definir o mol; os químicos definindo o mol como o número de átomos de oxigênio que tinham massa de dezesseis gramas, os físicos usando uma definição semelhante, mas apenas com o isótopo oxigênio-16. As duas organizações concordaram em 1959/60 em definir o mol da seguinte forma.

Mol é a quantidade de substância de um sistema que contém tantas entidades elementares quantos são os átomos em doze gramas de carbono-12; seu símbolo é "mol".

Este foi adotado pelo CIPM (Comitê Internacional de Pesos e Medidas) em 1967, e em 1971, foi adotado pela 14.ª CGPM (Conferência Geral de Pesos e Medidas).
Em 1961, o isótopo carbono-12 foi selecionado para substituir o oxigênio como o padrão em relação ao qual os pesos atômicos de todos os outros elementos são medidos.
Em 1980, o CIPM esclareceu a definição acima, definindo que os átomos de carbono-12 estão livres e em seu estado fundamental.
Em 2018, a IUPAC especificou o mol como exatamente 6.022 140 76 × 1023 "entidades elementares". O número de moles em doze gramas de carbono-12 tornou-se uma questão de determinação experimental.

## Estado de Hoyle

O estado de Hoyle e possíveis formas de decaimento

O estado de Hoyle é um estado excitado, sem rotação e ressonante do carbono-12. É produzido através do processo triplo-alfa e foi previsto por Fred Hoyle em 1954. A existência do estado de Hoyle de ressonância de 7,7 MeV é essencial para a nucleossíntese de carbono em estrelas que queimam hélio e prevê uma quantidade de produção de carbono em um ambiente estelar que corresponde às observações. A existência do estado de Hoyle foi confirmada experimentalmente, mas suas propriedades precisas ainda estão sendo investigadas.
O estado de Hoyle é preenchido quando um núcleo de hélio-4 se funde com um núcleo de berílio-8 em um ambiente de alta temperatura (108 K) com hélio densamente concentrado (105 g/cm3). Este processo deve ocorrer dentro de 10−16 segundos como consequência da meia-vida curta de 8Be. O estado de Hoyle também é uma ressonância de curta duração com meia-vida de 2.4×10−16 s; ele decai principalmente de volta para suas três partículas alfa constituintes, embora 0,0413% dos decaimentos (ou 1 em 2.421,3) ocorram por conversão interna no estado fundamental de 12C.
Em 2011, um cálculo ab initio dos estados de baixa altitude do carbono-12 encontrou (além do estado fundamental e excitado de spin-2) uma ressonância com todas as propriedades do estado de Hoyle.